# 拉沙佩勒圣梅曼站
拉沙佩勒圣梅曼站是法国的一个铁路乘降所，位于法国卢瓦雷省市镇拉沙佩勒圣梅曼，靠近省会奥尔良。

## 位置
拉沙佩勒圣梅曼站位于拉沙佩勒圣梅曼北部，卢瓦尔河右岸。车站大致呈东北-西南走向，东南和西北两侧均可进出。

## 车站设施
拉沙佩勒圣梅曼站是一个无人看守的乘降所，没有任何售票设施，乘客需上车后主动购票或使用通勤卡。另外持有奥尔良市区公交卡（TAO）（含单程车票）的乘客亦可乘坐前往奥尔良站方向的列车。
拉沙佩勒圣梅曼站内没有地下通道或天桥，乘客需通过车站西侧的铁路下穿隧道前往对侧站台。

## 停靠线路
以下列车线路在拉沙佩勒圣梅曼站停靠：
| 拉沙佩勒圣梅曼站列车线路表 |      |        |          |              |
| 线路                       | 车种 | 上一站 | 下一站   | 大致运行频率 |
| 奥尔良—布卢瓦              | TER  | 奥尔良 | 尚日炉滩 | 每天4趟左右  |
| 1.                         |      |        |          |              |

## 配套交通

### 长途客运
拉沙佩勒圣梅曼站暂无对应的大巴车上下车地点。当铁路线施工或罢工时，SNCF会提供途径该线路沿途站点的大巴车，但上下车地点会在拉沙佩勒圣梅曼市中心。

### 城市公共交通
| TAO拉沙佩勒圣梅曼站附近的市内公共交通线路 |                               |           |
| 公交车站名称                              | 位置                          | 停靠线路  |
| Direction Orléans                         | 拉沙佩勒圣梅曼站 下穿隧道北侧 | 35：- ↔ - |
| Direction Tours                           | 拉沙佩勒圣梅曼站 下穿隧道南侧 | 35：- ↔ - |
| 1.                                        |                               |           |

拉沙佩勒圣梅曼站对应的公交车站有两个："La Chapelle Gare (Direction Tours)"和"La Chapelle Gare (Direction Orléans)"，分别对应拉沙佩勒圣梅曼站的南侧和北侧，停靠该站的公交线路为奥尔良公交35路。该线路车次较少，且仅工作日开行。乘客亦可向南步行大约400米，到Gabellière站乘坐奥尔良公交2路及36路。

## 临近车站
| 拉沙佩勒圣梅曼站（Gare de La Chapelle-Saint-Mesmin）    |                  |                    |
| 上行车站                                                | 线路             | 下行车站           |
| 奥尔良站 7,3km ←（联络线）↖ 莱欧布赖站9,4km ←（正线）↙← | 巴黎－波尔多铁路 | 尚日炉滩站 → 3,7km |